# Mercy Street
Mercy Street ist eine US-amerikanische Fernsehserie. Sie wurde vom Sender PBS seit dem 14. Januar 2016 ausgestrahlt. Die Ausstrahlung der letzten Folge erfolgte am 5. März 2017, da der ausstrahlende Sender bekannt gab, die Serie nicht um eine weitere Staffel zu verlängern.

## Inhalt
Die Serie spielt zu Zeiten des Sezessionskriegs und folgt hauptsächlich zwei Freiwilligen beider Seiten im Mansion House Hospital in Alexandria, Virginia.

## Besetzung
- McKinley Belcher III als Samuel Diggs
- Suzanne Bertish als Matron Brannan
- Norbert Leo Butz als Dr. Byron Hale
- L. Scott Caldwell als Belinda Gibson
- Gary Cole als James Green, Sr.
- Jack Falahee als Frank Stringfellow
- Peter Gerety als Dr. Alfred Summers
- Shalita Grant als Aurelia Johnson
- Hannah James als Emma Green
- Brad Koed als James Green, Jr.
- Luke Macfarlane als Chaplain Henry Hopkins
- Cameron Monaghan als Tom Fairfax
- Donna Murphy als Jane Green
- Josh Radnor als Dr. Jed Foster
- AnnaSophia Robb als Alice Green
- Tara Summers als Anne Hastings
- Wade Williams als Silas Bullen
- Mary Elizabeth Winstead als Mary Phinney
- Patina Miller als Charlotte Jenkins
- Brían F. O’Byrne als Allan Pinkerton
- William Mark McCullough als Larkin